# Bọt lượng tử
Bọt lượng tử hay bọt không thời gian là sự thăng giáng của không thời gian và không gian trên những kích thước rất nhỏ như trong cơ học lượng tử. Ý tưởng này được đưa ra bởi John Wheeler năm 1955.

## Bối cảnh
Với một lí thuyết hấp dẫn lượng tử không hoàn thiện, không thể chắc chắn rằng không thời gian như thế nào ở kích thước rất nhỏ. Dù sao, không có lí do nào mà không thời gian cần phải nhẵn căn bản. Nó có thể, thay vào đó, trong thuyết lượng tử hấp dẫn, không thời gian phải chứa nhiều vùng nhỏ bé và luôn thay đổi trong đó không gian và thời gian không xác định, nhưng thay đổi trong dạng sủi bọt quy đầu

.
== Kết quả thí nghiệm== với thí nghiệm casimir là bằng chứng mạnh mẽ cho thấy các hạt ảo có tồn tại. Một phép đo khác hỗ trợ ý tưởng hạt ảo, bằng cách dự đoán sức mạnh của một nam châm được hình thành bởi một electron hoặc